# 贝纳
贝纳（法語：Beynat，法語發音：[bɛna]），法国中南部市镇，位于新阿基坦大区科雷兹省，隶属于布里夫拉盖亚尔德区，其市镇面积为34.84平方公里，2022年1月1日时人口数量为1,281人，在法国城市中排名第8,206位。
贝纳位于科雷兹省南部，蒂勒地区和布里夫盆地的过渡地带，当地因出产的手工编织包而闻名。

## 地名来源
根据科雷兹省地方史学家贝尔特朗·比艾（Bertrand Biais）的论述，贝纳最初以“Biaenate”的形式被刻录在墨洛温王朝的一枚钱币上，该名称的来源及含义尚有待考证。在1801年前，当地的官方名称拼写为“Beinac”。
贝纳所处区域历史上曾通行奥克语，“Beynat”在奥克语维基百科中对应的拼写为“Béinat”，Openstreetmap中则被标记为“Beinac”。

## 历史

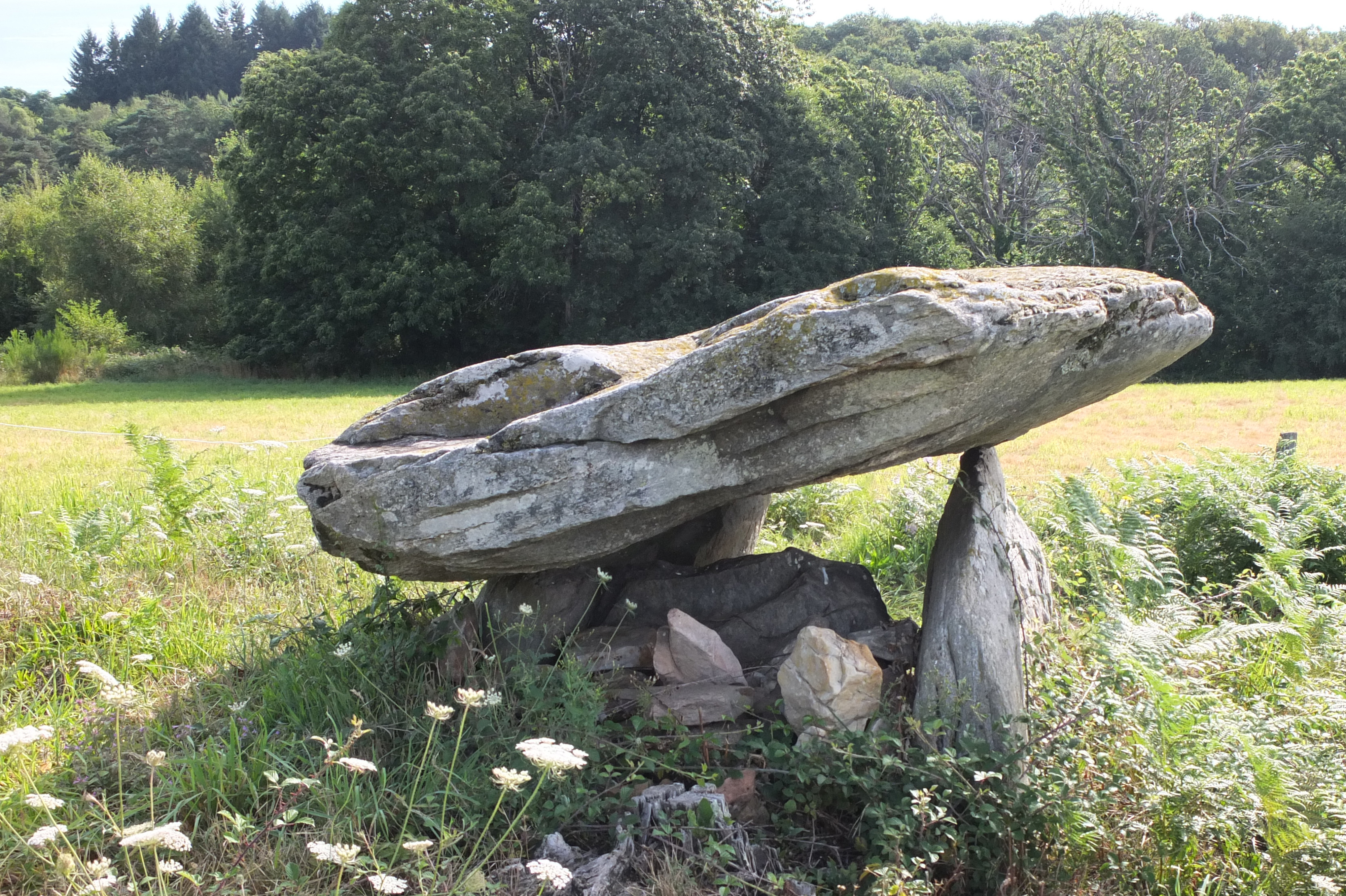
巨石遗址

根据当地官方网站的论述，贝纳境内最早的人类活动遗迹距今已有9,000年的历史，当地有一处巨石遗址。贝纳镇中心的教堂始建于公元12世纪。中世纪末，贝纳为蒂雷讷子爵的一处领地，其成员在此建有萨博城堡（Château de Sabeau），该城堡可能在百年战争或者宗教战争期间被毁。17世纪时，贝纳出现了一处骑士团教会。法国大革命后，贝纳成为科雷兹省的一个市镇。19世纪中期，贝纳出现了手工编织包作坊，“Cabas de Beynat”成为闻名利穆赞地区的手工艺品。
在地方文化探究方面，当地地方史爱好者创建有“Les Amis de Beynat”文化社团。

## 地理

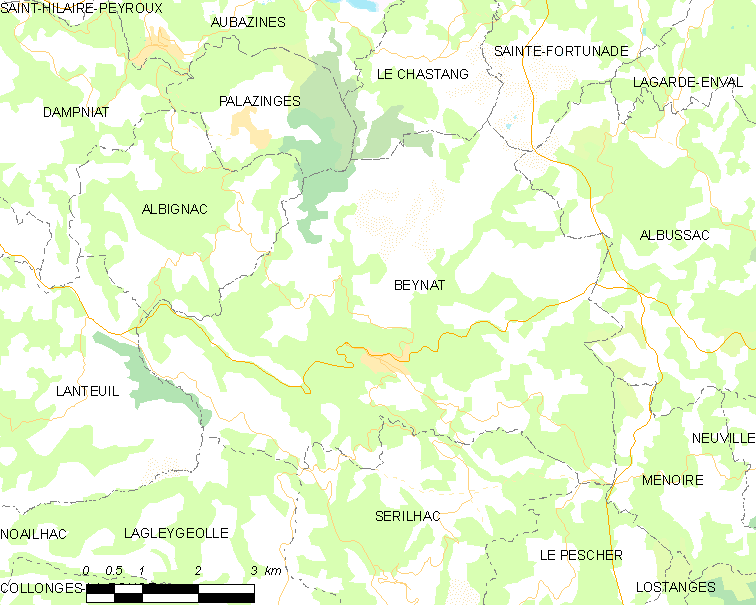
贝纳市镇范围地图

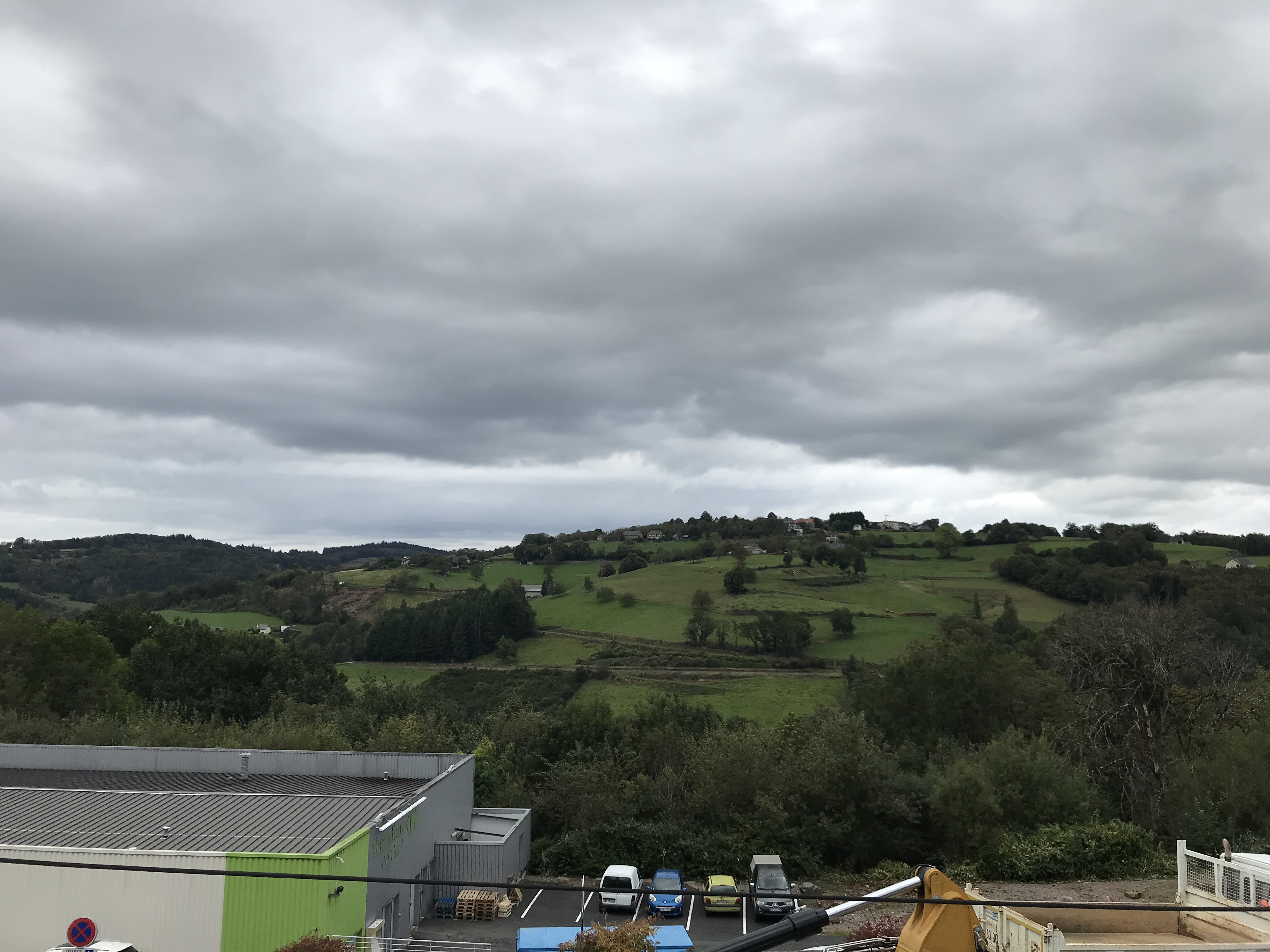
从镇中心眺望北侧的丘陵

贝纳位于法国中南部，新阿基坦大区东部和科雷兹省南部偏西，距离省会蒂勒大约22公里。与贝纳接壤的市镇包括：阿尔比尼亚克、阿尔比萨克、帕拉赞日、勒沙斯唐、圣福蒂纳德、朗特伊、拉格莱若勒、塞里亚克、梅努瓦尔和勒佩谢。

### 地形
贝纳位于法国中央高原西南部，蒂勒地区和布里夫盆地之间，境内以丘陵为主，市镇中心位于一处谷地南岸，地势自北向南有所抬升；市区周边沟壑纵横，部分地区起伏明显，全境海拔在189到581米之间。

### 水文
贝纳位于加龙河流域范围内，罗阿讷河自东向西流经市镇范围南部，其右岸支流布朗德溪（ruisseau de la Brande）流经镇中心北侧。

### 植被
贝纳属于温带阔叶混交林区，林地大量分布于市镇范围内的河谷及坡地地带。
在鲜花城市的评比中，贝纳被评为2星级鲜花城市。

### 气候
贝纳在柯本气候分类法中属于温带海洋性气候（Cfb），因当地相对偏离海岸线，故其气候又有一定的大陆性特征。
距离贝纳最近的常年气象站位于多尔多涅河畔阿让塔境内，以下为该气象站的数据（其中日照数据取自布里夫拉盖亚尔德）：
| 多尔多涅河畔阿让塔 1981年－2019年 | 多尔多涅河畔阿让塔 1981年－2019年 | 多尔多涅河畔阿让塔 1981年－2019年 | 多尔多涅河畔阿让塔 1981年－2019年 | 多尔多涅河畔阿让塔 1981年－2019年 | 多尔多涅河畔阿让塔 1981年－2019年 | 多尔多涅河畔阿让塔 1981年－2019年 | 多尔多涅河畔阿让塔 1981年－2019年 | 多尔多涅河畔阿让塔 1981年－2019年 | 多尔多涅河畔阿让塔 1981年－2019年 | 多尔多涅河畔阿让塔 1981年－2019年 | 多尔多涅河畔阿让塔 1981年－2019年 | 多尔多涅河畔阿让塔 1981年－2019年 | 多尔多涅河畔阿让塔 1981年－2019年 |
| 月份                              | 1月                               | 2月                               | 3月                               | 4月                               | 5月                               | 6月                               | 7月                               | 8月                               | 9月                               | 10月                              | 11月                              | 12月                              | 全年                              |
| --------------------------------- | --------------------------------- | --------------------------------- | --------------------------------- | --------------------------------- | --------------------------------- | --------------------------------- | --------------------------------- | --------------------------------- | --------------------------------- | --------------------------------- | --------------------------------- | --------------------------------- | --------------------------------- |
| 历史最高温 °C（°F）               | 18.5 (65.3)                       | 25.3 (77.5)                       | 28.7 (83.7)                       | 31.5 (88.7)                       | 33.2 (91.8)                       | 39 (102)                          | 40.7 (105.3)                      | 41.6 (106.9)                      | 37.3 (99.1)                       | 32.3 (90.1)                       | 27 (81)                           | 18.4 (65.1)                       | 41.6 (106.9)                      |
| 平均高温 °C（°F）                 | 9.9 (49.8)                        | 11.7 (53.1)                       | 15.7 (60.3)                       | 18.1 (64.6)                       | 22.2 (72.0)                       | 26.3 (79.3)                       | 27.9 (82.2)                       | 28 (82)                           | 24.2 (75.6)                       | 19.9 (67.8)                       | 12.9 (55.2)                       | 9.7 (49.5)                        | 18.9 (66.0)                       |
| 日均气温 °C（°F）                 | 5 (41)                            | 5.8 (42.4)                        | 8.7 (47.7)                        | 11.3 (52.3)                       | 15.4 (59.7)                       | 18.9 (66.0)                       | 20.4 (68.7)                       | 20.5 (68.9)                       | 16.8 (62.2)                       | 13.8 (56.8)                       | 8 (46)                            | 4.9 (40.8)                        | 12.5 (54.5)                       |
| 平均低温 °C（°F）                 | 0.1 (32.2)                        | −0.1 (31.8)                       | 1.7 (35.1)                        | 4.5 (40.1)                        | 8.5 (47.3)                        | 11.5 (52.7)                       | 13 (55)                           | 13 (55)                           | 9.4 (48.9)                        | 7.7 (45.9)                        | 3.2 (37.8)                        | 0.2 (32.4)                        | 6.1 (43.0)                        |
| 历史最低温 °C（°F）               | −11.9 (10.6)                      | −15.2 (4.6)                       | −13.2 (8.2)                       | −6.2 (20.8)                       | −1.1 (30.0)                       | 0.6 (33.1)                        | 4.5 (40.1)                        | 2.5 (36.5)                        | −0.6 (30.9)                       | −6.5 (20.3)                       | −10.8 (12.6)                      | −14.8 (5.4)                       | −15.2 (4.6)                       |
| 平均降水量 mm（）                 | 102.5 (4.04)                      | 90 (3.5)                          | 86.1 (3.39)                       | 109.8 (4.32)                      | 107 (4.2)                         | 89.9 (3.54)                       | 75.9 (2.99)                       | 74.5 (2.93)                       | 96.3 (3.79)                       | 110.3 (4.34)                      | 110.8 (4.36)                      | 112.3 (4.42)                      | 1,165.4 (45.88)                   |
| 月均日照時數                      | 91.1                              | 113.3                             | 169.6                             | 177.5                             | 215.1                             | 241.1                             | 256.3                             | 241.3                             | 200.3                             | 137.4                             | 85.2                              | 79.5                              | 2,007.7                           |
| 来源：infoclimat.fr               |                                   |                                   |                                   |                                   |                                   |                                   |                                   |                                   |                                   |                                   |                                   |                                   |                                   |

## 行政区划
贝纳的市镇编号为19023，邮政编号为19190。
在行政管理方面，贝纳隶属于法国新阿基坦大区科雷兹省布里夫拉盖亚尔德区；在地方选举方面，贝纳是南部科雷兹县的中央投票站所在地，其市镇范围全境被划入科雷兹省第二选区；在社会管理方面，贝纳是南部科雷兹市镇公共社区的组成部分。
截至2023年6月，贝纳市镇范围内的暂无城市敏感街区及城市政策优先街区。
法国国家统计与经济研究所（简称）在进行数据统计时，未将贝纳划入任何城市核心区（Unité urbaine）及城市区（Aire urbaine）。自2020年起，贝纳被划入包含80个市镇的布里夫拉盖亚尔德城市辐射区内。此外，还将贝纳市镇整体看作一个“块区”（IRIS），以便于统计人口分布情况。

## 交通

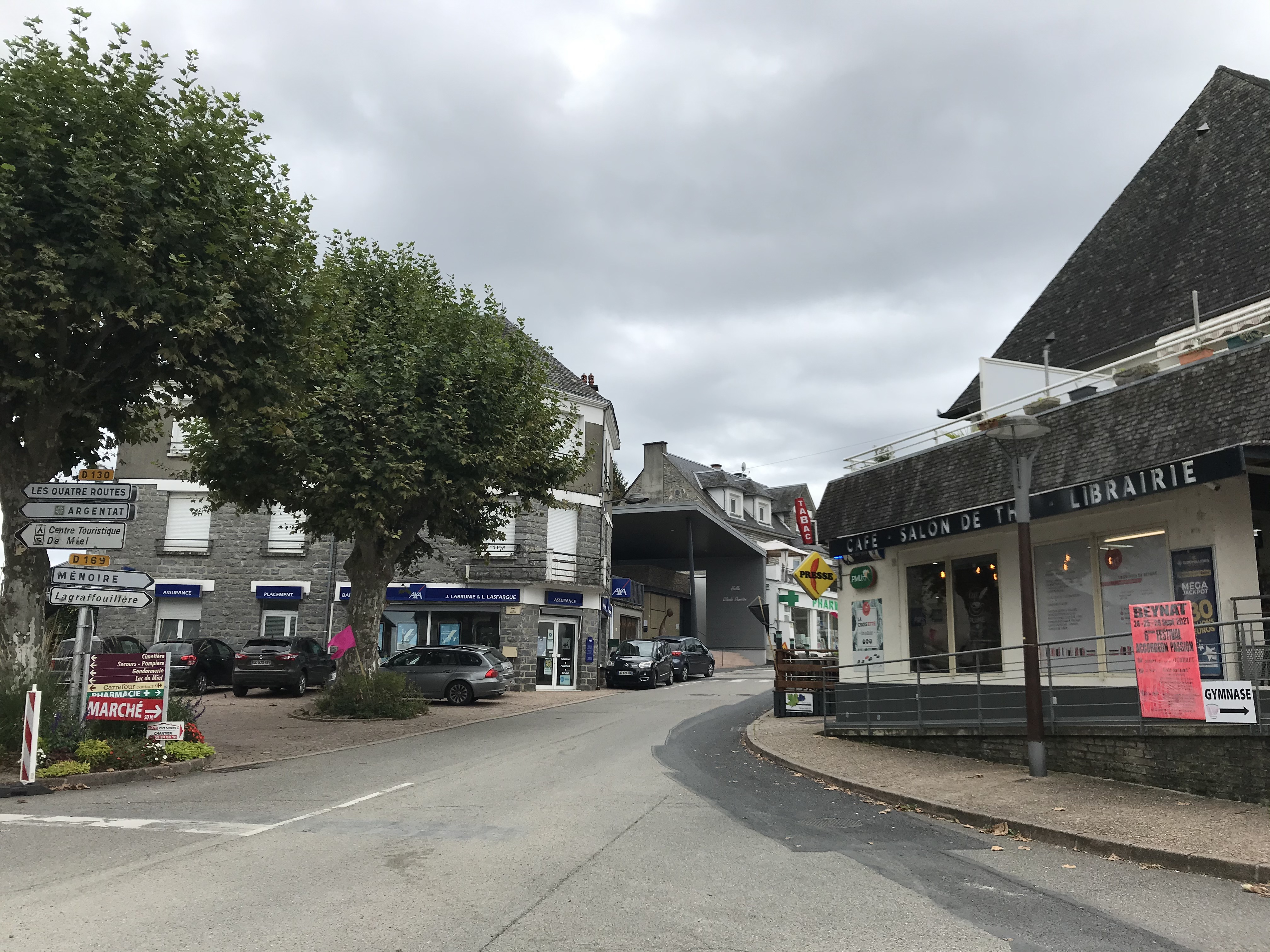
镇中心的集市广场及路牌

### 公路
科雷兹省省道D14线、D94线、D130线、D169线和D921线在贝纳境内交汇。新阿基坦大区下属的城际客运提供校车巴士线路，可前往周边部分市镇。
| 49 | 25 |

| 21 | 31 |

| 蒂勒 | 22 |

| 布里夫 | 21 |

| 欧里亚克 | 75 |

| 阿让塔 | 24 |

| 圣塞雷 | 39 |

| 圣伊莱尔佩鲁 | 22 |

2019年，56.0%的贝纳家庭拥有至少一辆私人汽车。2019年，贝纳境内共发生各类交通事故1起，造成1人重伤。

### 铁路
距离贝纳最近的运营中的客运铁路车站为15公里外的欧巴济讷-圣伊莱尔站，该站停靠往返于布里夫和于塞勒一线的区域列车，部分班次可直通波尔多。

### 航空
距离贝纳最近的民用航空站为34公里外的布里夫-苏亚克机场。

### 城市公共交通
截至2023年6月，贝纳暂无城市公共交通系统。

## 政治

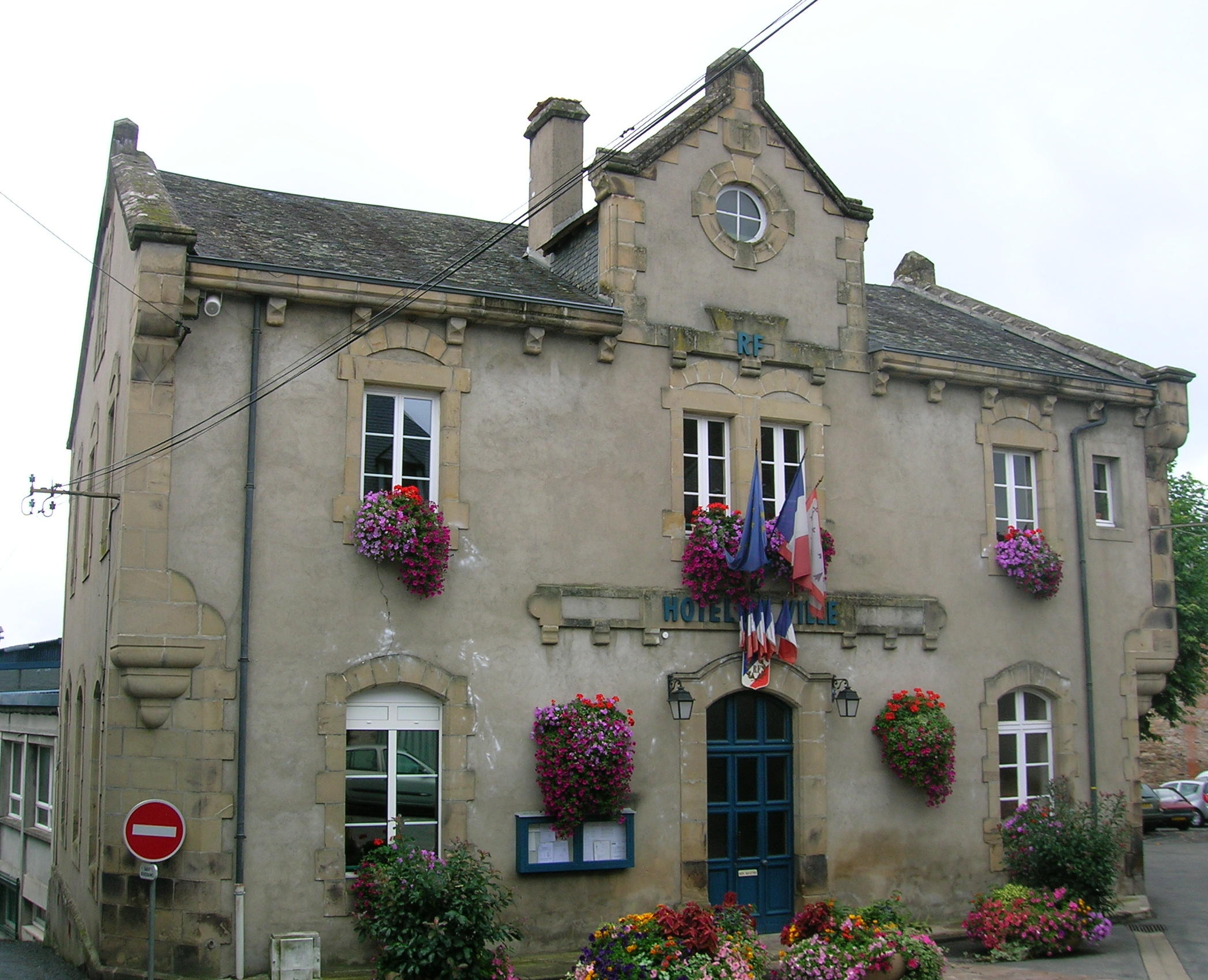
贝纳市政厅

### 市政内阁
贝纳的现任市长为让-米歇尔·蒙泰伊先生（Jean-Michel MONTEIL），他是一名右翼无党派人士，在2020年的市政选举中获得了100.00%的支持率（无其他候选人）。
| 贝纳历届市长                 | 贝纳历届市长                         | 贝纳历届市长              |
| 任期                         | 市长                                 | 党派                      |
| ---------------------------- | ------------------------------------ | ------------------------- |
| （1947年以前资料暂缺）       |                                      |                           |
| 1947年－1965年               | Pierre LEYX 皮埃尔·莱                | RAD激进党                 |
| （1965年－2001年间资料暂缺） |                                      |                           |
| 2001年－2015年               | Pascal COSTE 帕斯卡·科斯特           | UMP人民运动联盟 →LR共和黨 |
| 2015年－                     | Jean-Michel MONTEIL 让-米歇尔·蒙泰伊 | DVD右翼无党派人士         |

### 各级选举
| 贝纳历届投票选举结果 | 贝纳历届投票选举结果 | 贝纳历届投票选举结果 | 贝纳历届投票选举结果 | 贝纳历届投票选举结果            | 贝纳历届投票选举结果 | 贝纳历届投票选举结果 | 贝纳历届投票选举结果 | 贝纳历届投票选举结果 | 贝纳历届投票选举结果 |
| 选举项目             | 选举范围             | 选区单位             | 选区单位内的选举结果 | 选区单位内的选举结果            | 选区单位内的选举结果 | 选区单位内的选举结果 | 选区单位内的选举结果 | 选区单位内的选举结果 | 参考资料             |
| 选举项目             | 选举范围             | 选区单位             | 第一轮胜出者         | 第一轮胜出者                    | 支持率               | 第二轮胜出者         | 第二轮胜出者         | 支持率               | 参考资料             |
| -------------------- | -------------------- | -------------------- | -------------------- | ------------------------------- | -------------------- | -------------------- | -------------------- | -------------------- | -------------------- |
| 2017年法國總統選舉   | 法國                 | 市镇                 |                      | 埃马纽埃尔·马克龙               | 24.91%               |                      | 埃马纽埃尔·马克龙    | 66.49%               | [ 20 ]               |
| 2017年法国立法选举   | 科雷兹省第二选区     | 市镇                 |                      | 帕特里西娅·博尔达斯             | 29.17%               |                      | 弗蕾德里克·默尼耶    | 53.91%               | [ 20 ]               |
| 2019年欧洲议会选举   | 法國                 | 市镇                 |                      | 若尔当·巴尔代拉                 | 21.95%               | （不适用）           | （不适用）           | （不适用）           | [ 22 ]               |
| 2021年法国省级选举   | 科雷兹省             | 县                   |                      | 帕斯卡·科斯特 吉斯莱娜·迪博斯特 | 85.95%               | （不适用）           | （不适用）           | （不适用）           | [ 23 ]               |
| 2021年法国省级选举   | 科雷兹省             | 市镇                 |                      | 帕斯卡·科斯特 吉斯莱娜·迪博斯特 | 89.91%               | （不适用）           | （不适用）           | （不适用）           | [ 23 ]               |
| 2021年法国大区选举   |                      | 市镇                 |                      | 尼古拉·弗洛里安                 | 51.68%               |                      | 尼古拉·弗洛里安      | 54.48%               | [ 24 ]               |
| 2022年法国总统选举   | 法國                 | 市镇                 |                      | 玛丽娜·勒庞                     | 22.58%               |                      | 埃马纽埃尔·马克龙    | 52.07%               | [ 20 ]               |
| 2022年法国立法选举   | 科雷兹省第二选区     | 市镇                 |                      | 弗蕾德里克·默尼耶               | 45.26%               |                      | 弗蕾德里克·默尼耶    | 65.2%                | [ 20 ]               |

## 人口
2020年，贝纳市镇人口数量为1,250，在法国排名第8,206位。其中男性605人，女性645人，75岁及以上人口占13.3%，外籍人口（Popultionétrngère）数量为23人，人口密度为36人/平方公里，当地居民被称为（男性）或（女性）。2020年，贝纳境内出生9人，死亡人口30人。
| 贝纳1901年－2020年人口变化情况 |
|                                |
| 数据来源：Cassini、INSEE       |

## 经济

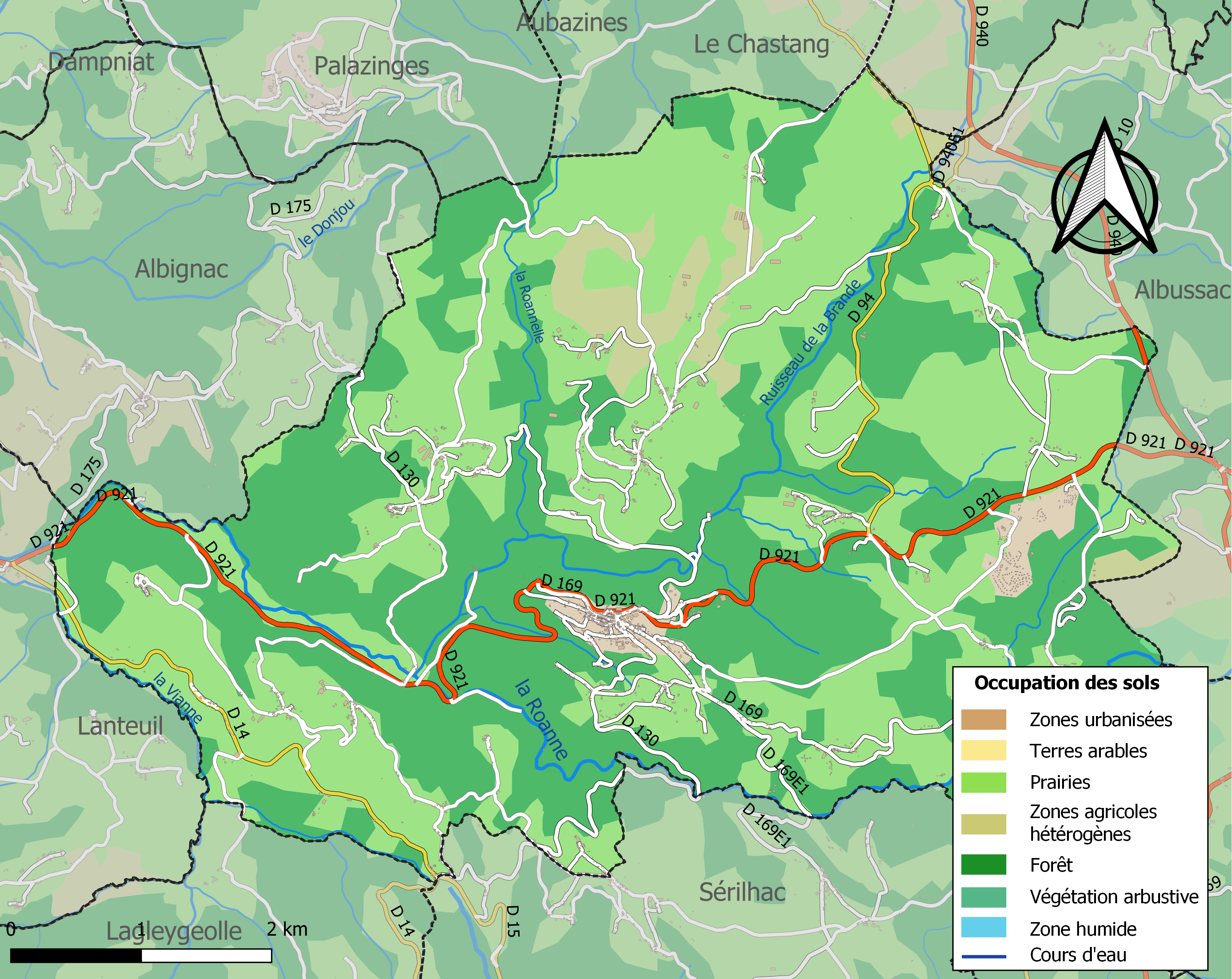
贝纳土地利用情况地图

截至2023年6月，贝纳市镇范围内共有各类用人单位（包含自雇）386家，平均历史为19年，均为中小型企业（PME），2023年4月至6月间，当地的经济活力指数为-0.26%。（零售）、（工业机械）及（饮料）是当地2021年营业额最高的三个企业，分别为4,796,723欧元、1,084,651欧元和378,733欧元。

## 财政与居民收入
2021年，贝纳的财政收入总额为1,503,530欧元，财政支出总额为1,220,600欧元，当年的债务总额为1,625,560欧元。2021年，贝纳市镇通过增值税获得101,890欧元的收入，此外当地还共获得了322,050欧元的国家直接财政补助。
2020年，贝纳的人均月收入总额为1,719欧元，低于法国平均水平（2,303欧元）。
2019年，贝纳境内的青壮年（15至64岁）失业率为10.6%；当地46.2%的家庭拥有纳税资格，平均纳税1,467欧元，低于法国平均水平（3,910欧元）。

## 社会事务

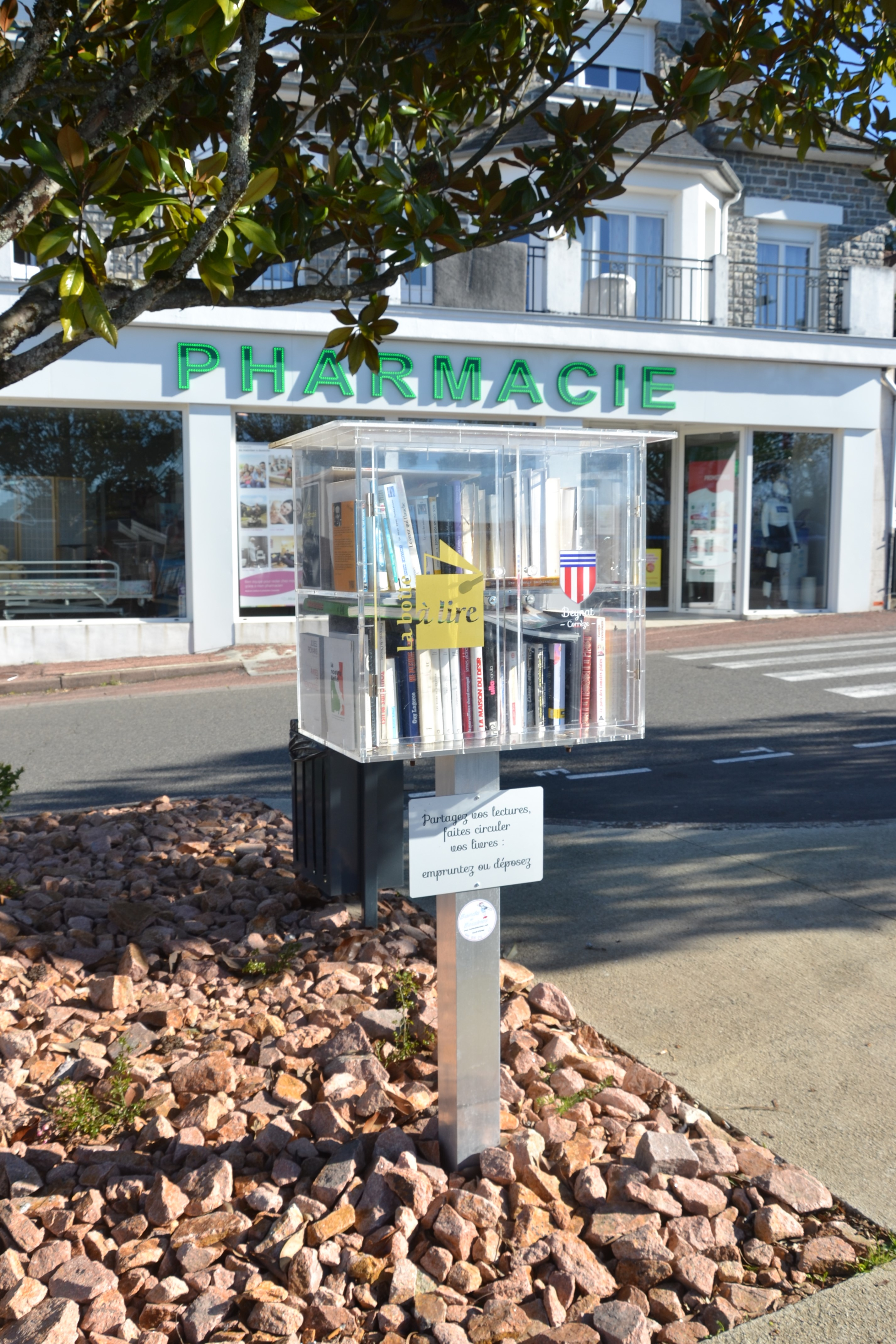
贝纳镇中心的一处图书收集箱

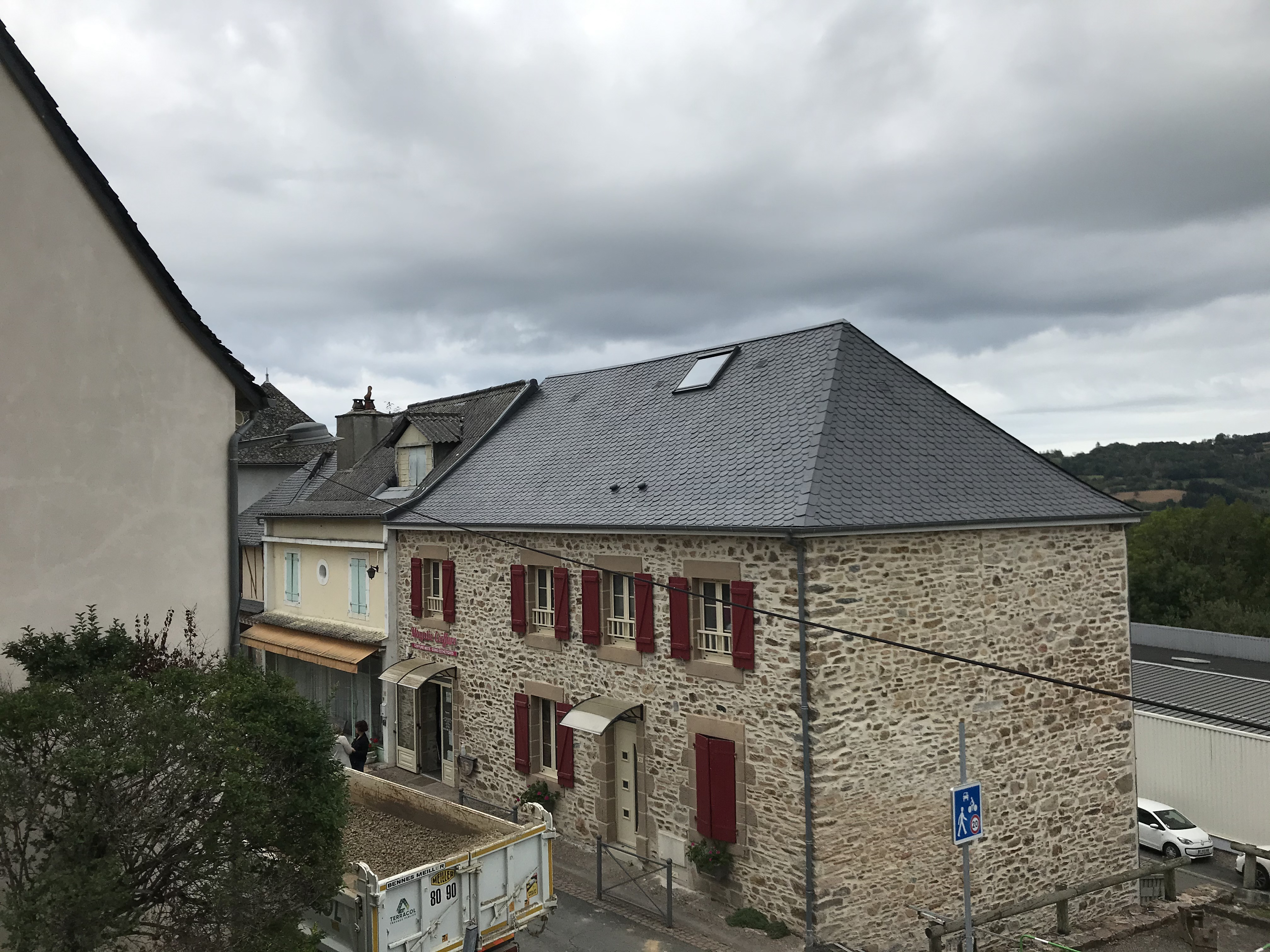
传统民居1

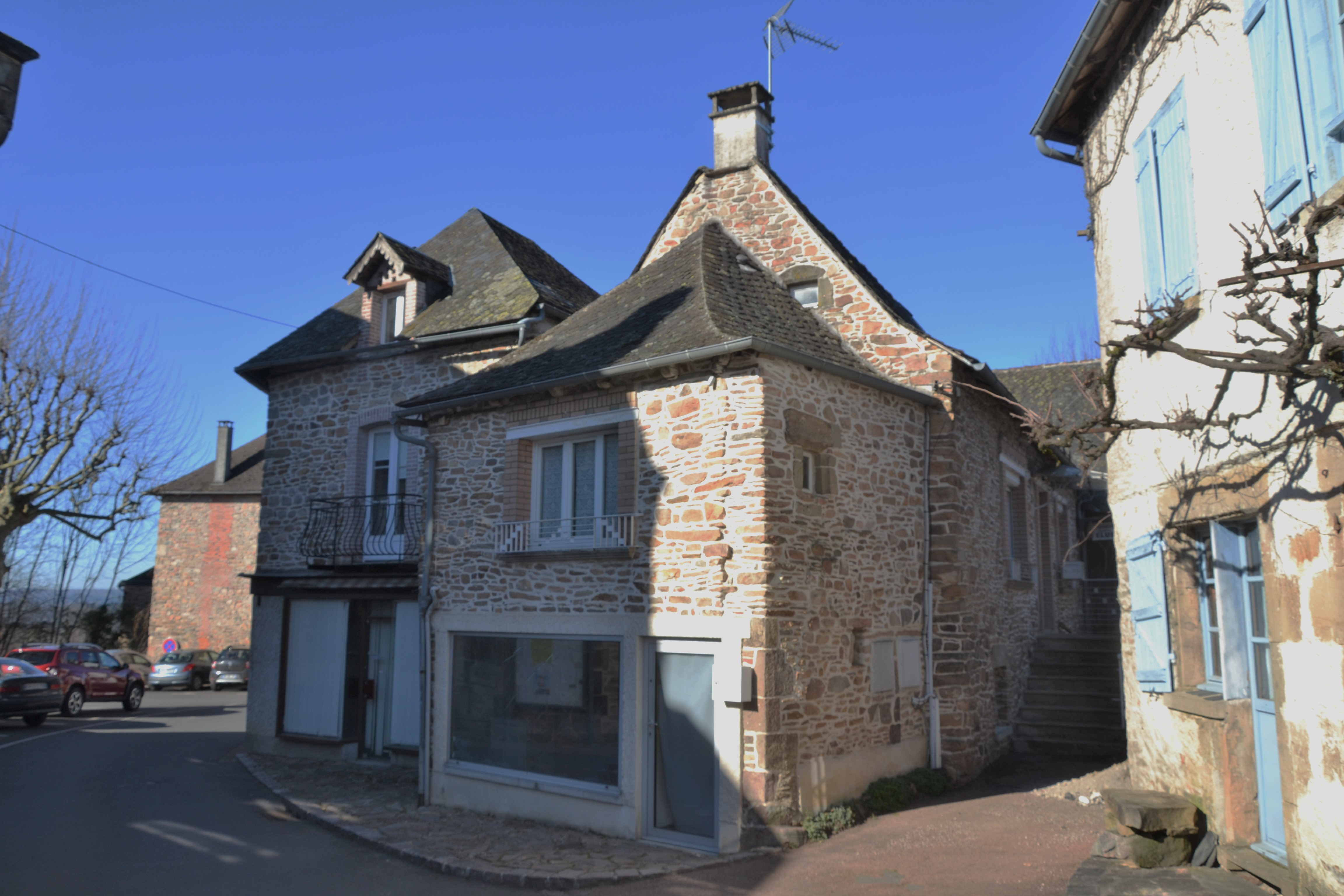
传统民居2

### 教育
贝纳属于利摩日学区。截至2021年1月1日，贝纳境内共有1所小学和1所初级中学。2021至2022学年度，贝纳境内共有在校中等教育阶段学生190名。

### 医疗
截至2021年1月1日，贝纳境内共有全科医生4名、保健师8名、护士3名和助产士1名。境内共有药房1家。
距离贝纳最近的区域性医疗机构为布里夫中心医院，其主病区位于布里夫拉盖亚尔德市区北部，距离贝纳的正常车程大约24分钟，该院设有床位543个，是当地规模最大的公立综合性医院。

### 住房
2019年，贝纳境内共有各类住房920套，其中91.5%为独立式居民区，7.3%为集中式居民区。常住房屋占贝纳市镇范围内居民建筑总量的60.7%。
在住房保障政策方面，2021年，贝纳境内共有95户家庭获得了住房经济补助，受益人数占总人口数量的7.6%，其中88份为房租补助。

### 商业
2021年，贝纳境内共有各类实体商铺30家，其中餐厅3家、大型超市1家、面包房1家、肉铺1家、书店1家、美容美发店2家、汽车维修店1家。镇中心建有一家家乐福超市。

### 体育
2021年，贝纳境内共有1间体育馆、2处网球场以及2处足球或橄榄球场。
截至2023年6月，贝纳体育联盟（Association Sportive de Beynat，编号517422）是贝纳境内唯一的一家注册足球俱乐部，其主队2022至2023赛季参加新阿基坦大区足球联赛丙组（法国第八级别），其主场为柳林球场（Stade Les Saules）。

### 环境
贝纳的环境事务由其所属的南部科雷兹市镇公共社区联合各级政府协调负责。2021年，贝纳境内暂无污染企业。

### 治安
2021年，贝纳市镇范围内共有1处宪兵队。
贝纳及其附近的共156个市镇是国家宪兵队（zone gendarmerie de Brive-la-Gaillarde）的管辖范围。2020年，该宪兵队累计记录各类案件2,463起，其中盗窃类案件1,013起，经济类案件521起，毒品交易类案件154起。

## 文化

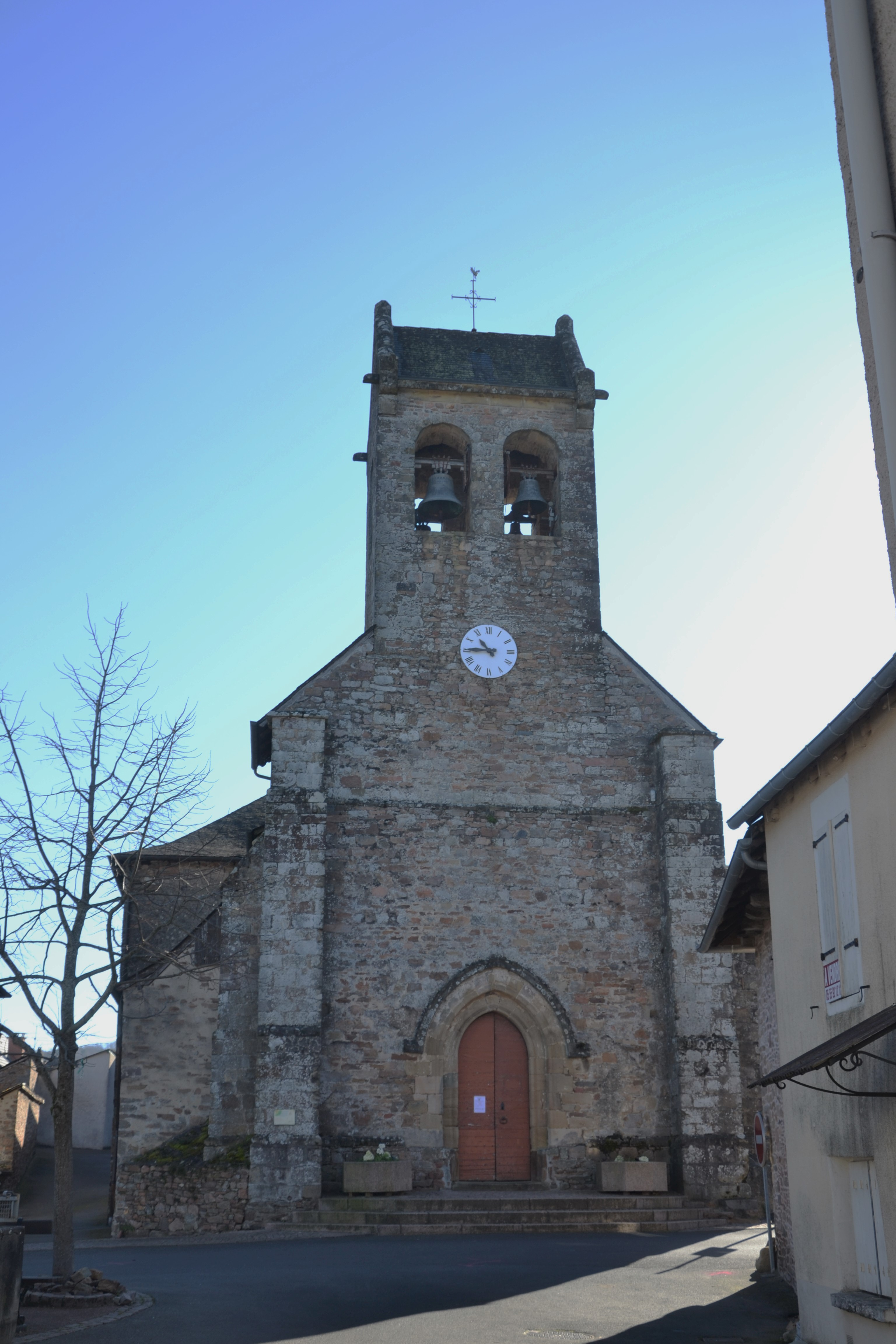
圣伯多禄教堂

2021年，贝纳境内暂无任何文化设施。贝纳市政府提供多媒体中心，每周二至日向公众开放。

### 建筑
贝纳境内有多处历史建筑，其中圣皮埃尔埃斯利安教堂（Église Saint-Pierre-ès-Liens de Beynat）、烈士纪念碑等是当地的地标性建筑物。

### 旅游
贝纳的旅游事务由其所属的南部科雷兹市镇公共社区负责。2022年，贝纳境内共有1个露营地，可容纳共198辆露营车。

### 媒体
法国主要的媒体均可在贝纳接收，法国电视三台下属的新阿基坦大区频道在部分时段播出贝纳所在科雷兹省的地方新闻。蓝色法兰西利穆赞广播、Totem广播、《山地报》等为当地主要的地方性媒体。

## 相关人物
法国传教士伯多禄·博里出生于贝纳。

## 友好城市
截至2023年6月，贝纳暂未建立任何友好城市关系。